# Tang Yulin

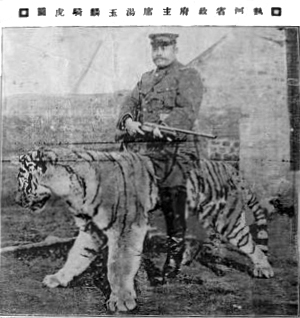
Tang Yulin

Tang Yulin (湯玉麟, 1871 - mai 1937), est un seigneur de la guerre chinois de la clique du Fengtian qui fut gouverneur de la province de Rehe (Jehol).

## Biographie
Tang Yulin est né en 1871 à Fuxin au Liaoning. En 1902, il rejoint le 1er bataillon de défense du Fengtian en tant qu'officier. En 1912, il reçoit le commandement de la 27e division de cavalerie du 27e régiment et est promu l'année suivante au grade de commandant de la 52e brigade. En 1917, il participe à la restauration mandchoue de Zhang Xun, et après que Duan Qirui ait vaincu Zhang, il fuit à Fuxin pour vivre reclus.
En 1919, Tang retourne au service et est nommé officier d'inspection du Fengtian pour les trois provinces du Nord-Est. En mai 1921, il est nommé commandant de la 11e brigade de l'armée du Fengtian. Durant la seconde guerre Zhili-Fengtian de 1924, il commande la 11e division d'infanterie. 
En 1926, il est nommé commandant de la 12e armée du Fengtian et président du gouvernement de la province de Rehe du 5 avril 1926 à juillet 1932. Après la réunification chinoise de 1928, à la fin de l'expédition du Nord, Tang est confirmé à son poste de gouverneur du Rehe par le Kuomintang et devient commandant de la 36e division. Ses nombreuses exactions et taxes lui rapportent de grands revenus qu'il utilise pour acheter des résidences luxueuses dans la concession italienne de Tianjin. Il s'engage également dans le commerce d'opium, ayant une fabrique d'opium dans sa résidence de Chengde et vend des antiquités mandchoues dans les ports de traité. 
Fin février 1933, les Japonais attaquent le Jehol lors de la bataille de Rehe durant l'opération Nekka. À la tête de troupes insuffisantes et trop peu équipées, ses défenses chutent rapidement, malgré le terrain montagneux et les tempêtes de neige qui gênent les Japonais. Certains de ses officiers rejoignent même les Japonais. Après la prise de sa capitale, Tang détourne 200 camions destinés à soutenir son armée pour transporter sa fortune personnelle jusqu'à Tianjin. Lorsque ceux-ci sont saisis en passant la Grande Muraille, Zhang Xueliang ordonne l'arrestation de Tang qui fuit la région avec 200 hommes pour se réfugier dans la province du Cháhāěr.
Le 10 septembre 1933, Tang rencontre Fang Zhenwu, Ji Hongchang et Liu Guitang, les chefs restants de l'ancienne armée anti-japonaise populaire de Cháhāěr à Yunzhou où elle est reformée. Tang en devient commandant en chef. Liu Guitang est convaincu de changer de camp par Song Zheyuan et bloque Tang dans sa marche pour rejoindre Ji et Fang au sud de Pékin. Après l'échec de la marche vers Pékin de Fang Zhenwu et de Ji Hongchang, Tang se retourne contre Liu Guitang et le chasse du Cháhāěr en décembre 1933. 
En mai 1934, Tang devient grand conseiller de Song Zheyuan au gouvernement de Pékin et à la tête de la 29e armée. Six mois plus tard, il démissionne et se retire dans la concession italienne de Tientsin où il meurt en mai 1937.

## Sources
- Fenby, Jonathan, Chiang Kai Shek: China's Generalissimo and the Nation He Lost

Carroll & Graf Publishers, 2004,  (ISBN 0-7867-1318-6)
- 中国抗日战争正面战场作战记 China's Anti-Japanese War Combat Operations
  - Author : Guo Rugui, editor-in-chief Huang Yuzhang
  - Press : Jiangsu People's Publishing House
  - Date published : 2005-7-1
  -  (ISBN 7-214-03034-9)
  - Online in Chinese « http://www.wehoo.net/book/wlwh/a30012/A0170.htm# »(Archive.org • Wikiwix • Archive.is • Google • Que faire ?) (consulté le 4 novembre 2013)
- (en) Phillip Jowett, Rays of the Rising Sun: Japan's Asian Allies 1931–1945 Volume 1: China and Manchukuo, Helion and Company Ltd, 2005 (ISBN 1-874622-21-3)- Livre sur les Chinois et Mongols qui combattirent les Japonais durant la seconde guerre sino-japonaise.

- (en) Cet article est partiellement ou en totalité issu de l’article de Wikipédia en anglais intitulé « Tang Yulin » (voir la liste des auteurs).

## Lienx externes
- « 湯玉麟 »(Archive.org • Wikiwix • Archive.is • Google • Que faire ?) (consulté le 4 novembre 2013)
- Aug. 1, 1932 issue of TIME magazine Rape of Jehol?
- « On Bended Knee », Time Magazine,‎ 23 janvier 1933 (lire en ligne, consulté le 10 août 2008)
- « Bumps & Blood », Time Magazine,‎ 27 février 1933 (lire en ligne, consulté le 10 août 2008)
- « Mar. 6, 1933 issue of TIME magazine War of Jehol »(Archive.org • Wikiwix • Archive.is • Google • Que faire ?) (consulté le 4 novembre 2013)
- « Two-Gun Tang », Time Magazine,‎ 6 mars 1933 (lire en ligne, consulté le 10 août 2008)
- « Glorious 16th », Time Magazine,‎ 13 mars 1933 (lire en ligne, consulté le 10 août 2008)
- « CHINA Generalissimo's Last Straw », Time Magazine,‎ 11 décembre 1933 (lire en ligne, consulté le 10 août 2008)